# Сибюэ, Марк
Марк Сибюэ́ (фр. Marc Sibuet) — французский кёрлингист.
В составе мужской команды Франции участник чемпионата мира 1987 (заняли девятое место) и двух чемпионатов Европы (лучший результат — четвёртое место в 1980). В составе юниорской мужской сборной Франции участник трёх юниорских чемпионатов мира (лучший результат — пятое место в 1976).
Играл в основном на позиции первого и третьего.

## Команды
| Сезон   | Четвёртый        | Третий        | Второй                | Первый             | Турниры                             |
| ------- | ---------------- | ------------- | --------------------- | ------------------ | ----------------------------------- |
| 1974—75 | Клод Фейж        | Жан-Луи Сибюэ | Christian Marin-Pache | Марк Сибюэ         | ЧМЮ 1975 (8 место)                  |
| 1975—76 | Клод Фейж        | Жан-Луи Сибюэ | Christian Marin-Pache | Марк Сибюэ         | ЧМЮ 1976 (5 место)                  |
| 1976—77 | Клод Фейж        | Марк Сибюэ    | Gilles Marin-Pache    | Yves Tronc         | ЧМЮ 1977 (6 место)                  |
| 1980—81 | Клод Фейж        | Марк Сибюэ    | Gilles Marin-Pache    | Claude Marin-Pache | ЧЕ 1980 (4 место)                   |
| 1986—87 | Жан-Франсуа Орсе | Клод Фейж     | Жан-Луи Сибюэ         | Марк Сибюэ         | ЧЕ 1986 (8 место) ЧМ 1987 (9 место) |

(скипы выделены полужирным шрифтом)